# Klingen (Beilstein)

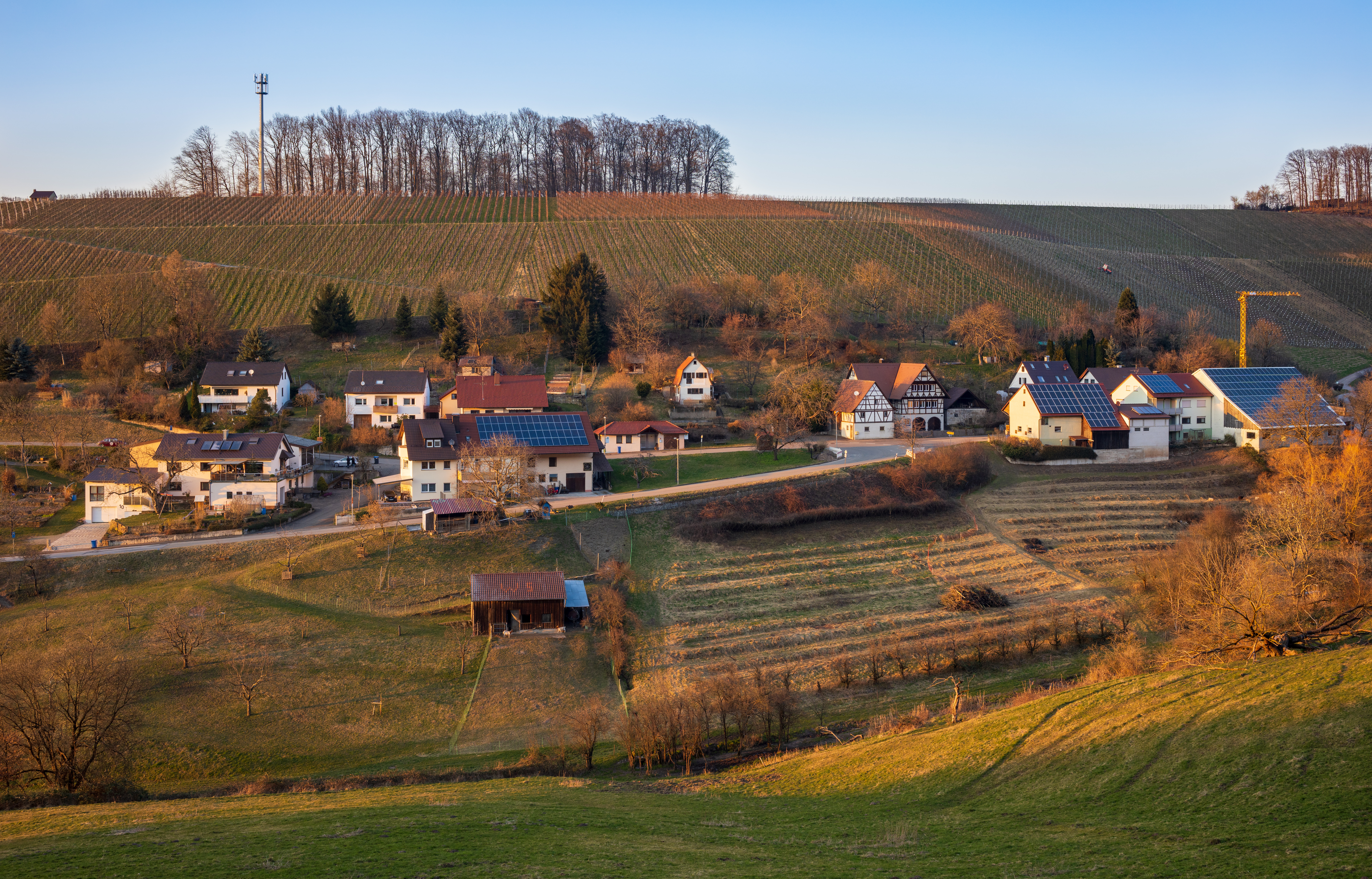
Ansicht von Süd-Südwesten

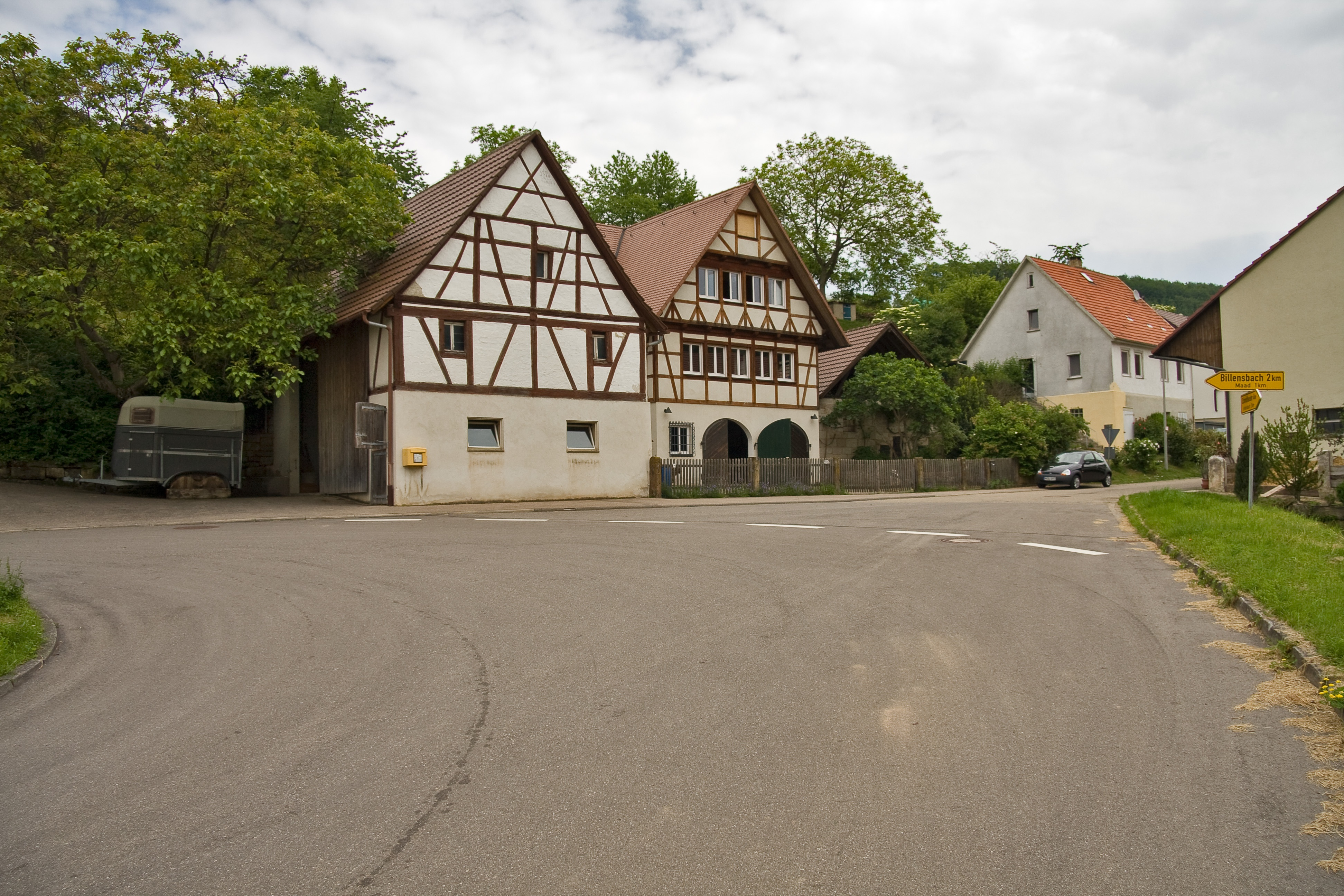
Das Zentrum des Weilers

Klingen ist ein Weiler im Landkreis Heilbronn im nördlichen Baden-Württemberg, der einst zu Schmidhausen zählte und mit diesem 1971 zur Stadt Beilstein kam.

## Geografie
Klingen liegt im Schwäbisch-Fränkischen Wald etwa vier Kilometer nordöstlich von Schmidhausen auf einem Höhenzug am linken Ufer des Schmidbachtals, das von Nordosten bei Löwenstein kommend nach Schmidhausen im Südwesten abfällt.

## Geschichte

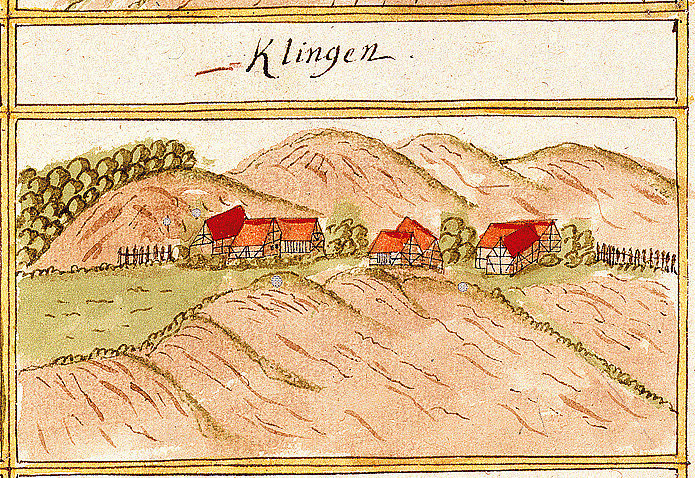
Zeichnung von 1686

Klingen zählt zu den Rodungs- und Waldweilern, die von Schmidhausen aus gegründet wurden. Der Weiler teilt im Wesentlichen die Geschichte von Schmidhausen und kam mit diesem und seinen weiteren Weilern von den Herren Hummel von Lichtenberg an Württemberg, danach an die Herren von Urbach und von diesen 1443 an die Pfalzgrafen bei Rhein und dadurch an die Grafen von Löwenstein, die den Besitz ab 1510 als württembergisches Mannlehen innehatten. Kirchlich zählte der Ort wie alle Schmidhausener Weiler seit jeher zu Beilstein.
Im 16. Jahrhundert gab es vier Lehen im Weiler, die sich insgesamt rund 125 Morgen Fläche teilten. Wald bildete dabei mit 75 Morgen den größten Anteil, gefolgt von Äckern (30 Morgen) und Wiesen (20 Morgen). 1753 gab es fünf Herdstellen in Klingen, 1810 gab es 29 Einwohner. 
Bei der Umsetzung der neuen Verwaltungsgliederung im Königreich Württemberg wurde Klingen 1810 mit Schmidhausen dem Oberamt Marbach zugeordnet.
Bis zur Mitte des 19. Jahrhunderts wuchs die Einwohnerschaft auf rund 50 Personen an und blieb dann bis zum Zweiten Weltkrieg in etwa auf diesem Stand. In der zweiten Hälfte des 20. Jahrhunderts hatte Klingen jeweils etwa 30 Einwohner.